# Tunga bossii
Tunga bossii (лат.) — вид блох из семейства Tungidae. Южная Америка: Бразилия.

## Описание
Паразиты различных видов млекопитающих, среди хозяев грызуны: четырёхпалый муравьед (Delomys dorsalis, Muridae, Sigmodontinae).
Размер неосом (гипертрофированных самок; длина, ширина, высота): 9×8×7 мм.